# Dacryodes leonardiana
Dacryodes leonardiana là một loài thực vật có hoa trong họ Burseraceae. Loài này được Pierlot mô tả khoa học đầu tiên năm 1996.